# 木戸川橋
木戸川橋（きどがわばし）は、福島県双葉郡楢葉町を流れる木戸川にかかる道路橋であり、同名の橋梁が複数存在する。

## 常磐自動車道
E6

### 概要
- 全長 : 1,392.5m[1]
  - 主径間：66.25m
- 幅員 : 10.0m（暫定片側1車線）
- 構造 : 13径間+14径間（計27径間）連続PC箱桁橋[2]
- 竣工 : 2003年（平成15年）12月
- 施工：オリエンタル建設・日本ピーエス共同企業体[3]

常磐自動車道広野インターチェンジ～ならはパーキングエリア間にあり、2004年4月14日の常磐富岡インターチェンジ延伸開業に伴い開通した。全長が1,392mあり、福島県内で最長の橋梁である。南詰は上小塙字中川原、北詰は大谷字堤下に位置し、北詰至近にならはパーキングエリアがある。木戸川の北側で福島県道35号いわき浪江線と、パーキングに併設されているならはスマートインターチェンジへの取付道路（楢葉町道ならはスマートインター線）を跨いでいる。

### 沿革
- 2004年（平成16年）4月14日 : 広野IC - 常磐富岡IC間開通に伴い供用開始。
- 2011年（平成23年）3月11日 : 東日本大震災・福島第一原子力発電所事故の発生により通行止。
- 2014年（平成26年）2月22日 : 広野IC - 常磐富岡IC間の復旧に伴い再開通（通行再開）。

### 工法
- この橋では「スパンバイスパン工法」という工法で建設された。この工法は、1個当たり60tのプレキャストセグメントを16個並べて1径間建設する、というものである。これ以前にも新東名高速道路や新名神高速道路においてスケールメリットを活かした事業費の低減を目的として施行実績があるが、この橋ではすべてのセグメントの運搬、架設のために別な桁を作ることなく既存の桁を利用した。これは日本初の工法である。

## 国道6号

### 概要
- 全長：110.8m
  - 主径間：42.0m
- 幅員：8.5m
- 型式：3径間鋼連続鈑桁橋
- 竣工：1962年8月31日[5]

234.5キロポスト付近に位置し、南詰は上小塙字大師作、北詰は北田字仏坊に位置する。橋の北側には天神岬スポーツ公園に至る町道と交差する木戸川橋北交差点が設置されている。幅員が狭く歩行者の安全性に問題があったことから、1984年に上り線側に幅員1.8mの歩道橋が新設された。

## 福島県道244号小塙上郡山線

### 概要
- 全長：127.0m
  - 主径間：30.775m
- 幅員：6.0（9.75）m
- 形式：4径間PC連続ポステンT桁橋
- 竣工：1993年[7]

南詰は前原字作助、北詰は北田字段ノ腰に位置する。下流側に位置する福島県道391号広野小高線の木戸川渡河部不通区間の迂回路としての役割も持つ。旧来の浜街道（後の陸前浜街道）の橋梁であり、国道6号木戸川橋の旧道に当たる。現在の橋梁は1988年度より、旧橋梁の幅員狭小、老朽化の対策のために緊急地方道整備事業として建設されたものである。総工費は8億7700万円。

### 沿革
- 1934年 - 全長30m、幅員4mの3径間RC桁橋が架けられる[9]。
- 1993年 - 現在の橋梁が架けられる。